# Маккатчен, Мартина
Марти́на Ки́мберли Ше́рри Макка́тчен (урожд. По́нтинг) (англ. Martine Kimberley Sherri McCutcheon (Ponting), род. 14 мая 1976, Хакни, Лондон) — английская актриса, певица, персона телевидения и радиоведущая.
Наиболее известна по роли Натали в фильме «Реальная любовь». За роль Элизы Дулитл в мюзикле «Моя прекрасная леди» Маккатчен удостоилась Премии Лоренса Оливье за «лучшую женскую роль в мюзикле» в 2002 году. Она выпустила три музыкальных альбома, первый из которых стал платиновым в Англии.

## Ранняя жизнь и образование
Маккатчен родилась под именем Мартины Кимберли Шерри Понтинг в госпитале Армии спасения в Хакни, Лондон, когда её матери Дженни Томлин (англ. Jenny Tomlin) было девятнадцать лет. Её биологический отец — Томас Хеммингс (англ. Thomas Hemmings), ушёл из семьи вскоре после рождения ребёнка, а когда Маккатчен было девять, её мать получила право единоличной опеки над дочерью. В возрасте десяти лет Мартина взяла фамилию отчима, когда её мать вышла замуж за мойщика окон Джона Маккатчена (англ. John McCutcheon). У неё есть младший единокровный брат Эл Джей (англ. LJ). Маккатчен хотела быть артисткой с самого раннего возраста, однако её семья не могла платить за обучение в театральной школе Italia Conti Academy of Theatre Arts, в которую она поступила. Маккатчен написала более двух сотен писем в различные инстанции с просьбами о финансовой поддержке, и, в итоге, получила от Ривз-Фонда Церкви Англии спонсорскую помощь на продолжение обучения.

## Карьера

### Ранняя карьера
В возрасте двенадцати лет Маккатчен получила свою первую роль в американской телевизионной рекламе, за которую ей заплатили £350. Затем последовала работа в модельном бизнесе и эпизодические роли в телевизионных шоу, таких как полицейская драма «Чисто английское убийство» канала ITV. Она также появилась в музыкальном видео на песню «Caribbean Blue» ирландской певицы Эния. В пятнадцать лет с двумя одноклассницами Мартина организовала гёрл-группу Milan, которая оказалась в творческом плане довольно успешна (но не настолько, по мнению Мартины), она три раза попала в танцевальный чарт и даже подписала контракт на запись пластинки. Тем не менее, перспектива выступлений лишь в заурядных клубах не была пределом мечтаний Маккатчен, и она оставила этот проект.

### «Жители Ист-Энда»
В 1994 году, когда Маккатчен работала продавщицей в Knickerbox — магазине нижнего женского белья, ей предложили роль Тиффани Рэймонд в популярной мыльной опере BBC «Жители Ист-Энда». По ходу работы над проектом роли Тиффани в сюжете отводилось всё большее место, и популярность актрисы росла. 22 миллиона зрителей посмотрели её последние сцены в телесериале, когда Тиффани была убита на Альберт-сквер в специальном эпизоде в канун Нового Года в 1998 году. В действительности, Маккатчен приняла решение оставить мыльную оперу, чтобы сосредоточится на сольной карьере, однако сожалела о том, что никогда не сможет вернуться в шоу.

### Поп-карьера
Первое появление Маккатчен в чартах произошло в 1995 году с танцевальной песней «Are You Man Enough», которую спродюсировал Уно Клио. Также был выпущен рекламный ролик. В 1999 году Маккатчен дебютировала в качестве сольной поп-исполнительницы под эгидой Virgin Records и стала № 1 в британском хит-параде синглов с балладой «Perfect Moment» (первоначально песня была записана Эдитой Гурняк в 1997 году). В том же году у неё было ещё два хита в Топ-10; она заняла 6-е место с двумя синглами: «I’ve Got You», и позже с «Talking in Your Sleep», который вышел в паре с «Love Me» на стороне «А». Все три сингла Маккатчен были взяты из её дебютного альбома You Me & Us, который достиг второй позиции в британском альбомном чарте и стал платиновым.
В 2000 году Маккатчен выпустила свой второй альбом под названием Wishing который был менее успешным и занял 25-ю строчку альбомном чарте Великобритании. Тем не менее, две композиции из него — хит «I’m Over You», занял вторую строчке в чарте, а кавер на песню «On the Radio» Донны Саммер стал просто хитом. Несмотря на не самую лучшую позицию в чарте, всё-таки удалось продать около 250 000 экземпляров, сделавших альбом золотым. Третий студийный альбом Маккатчен Musicality с бродвейской обложкой вышел в 2002 году. Он достиг 55-й строчки в альбомном чарте, однако продавался плохо, из-за чего её поп-карьера закончилась, а контракт со звукозаписывающей студией был аннулирован.
В сентябре 2012 года был выпущен альбом The Collection на двух CD, состоящий из лучших песен Маккатчен.

### Кино, театр и телевидение
Маккатчен появилась в «Стуке» ITV, а также в британском фильме «Чмок, чмок, ба-бах» в 2000 году. Она продолжала играть Элизу Дулитл в «Моей прекрасной леди» на сцене Королевского национального театра в Лондоне. Несмотря на то, что она пропустила много спектаклей, ссылаясь на проблемы со здоровьем, и ухода почти на пять месяцев раньше с начала показа в театре «Друри-Лейн», она получила Премию Лоренса Оливье за «лучшую женскую роль в мюзикле» в 2002 году.
В 2002 году Маккатчен вела Национальную музыкальную премию для канала ITV1, а в 2003 году она исполнила свою первую крупную роль в кино. Она появилась как Натали, девушка, приносящая чай, в романтической комедии Ричарда Кёртиса «Реальная любовь», где британский премьер-министр (его сыграл Хью Грант) влюбляется в персонажа Маккатчен. Фильм получил хорошие отзывы и имел коммерческий успех. Маккатчен уехала в США на волне успеха фильма, но голливудской карьере не суждено было сбыться. Тем не менее она получила MTV Movie Awards в 2004 году.
В сентябре 2005 года она появилась в двух эпизодах сериала BBC «Призраки», играя Тэш, официантку, которая становится свидетелем террористического акта. Маккатчен сыграла в английском телефильме «Английский гарем», показанном на ITV1 в декабре 2005 года; она сыграла женщину, влюбившуюся в мусульманина (Арт Малик), и вышедшую за него замуж, зная, что он уже имеет двух жён. В 2007 году имя Маккатчен появилось в титрах в качестве исполнительницы ролей в двух фильмах — короткометражке с Патриком Суэйзи и фильме «Прыжок». Она сыграла также в одном из эпизодов сериала «Мисс Марпл Агаты Кристи», где предстала как горничная по имени Джейн Купер, которая помогает мисс Марпл в её расследовании. В январе 2008 она снялась вместе с актёром Джейсоном Донованом в мыльной опере ITV «Пляж воспоминаний» в роли Сьюзан Пенводен.

### Другая работа
Маккатчен выпустила свою автобиографию под названием «Кем она себя возомнила?» (англ. Who Does She Think She Is?) в 2000 году, а через три года вышла книга «Мартина Маккатчен: За кулисами — Личный дневник» (англ. Martine McCutcheon: Behind the Scenes – A Personal Diary) в издательстве HarperCollins. В 2004 году Маккатчен, наряду со многими мировыми звёздами, также снялась в промофильме для выборов Лондона столицей Летних Олимпийских игр в 2012 года. Диск с фитнес-тренировками «Мартина Маккатчен: Танец тела» (англ. Martine McCutcheon: Dance Body) был выпущен в декабре 2005 года.
В августе 2006 года сеть супермаркетов Tesco объявила, что Маккатчен будет участвовать в серии рекламы для продвижения новой «зелёной» схемы переработки использованных пластиковых пакетов. В 2009 году она опубликовала свой первый роман «Любовница» (англ. The Mistress) в издательстве Pan MacMillan. В январе 2010 года она стала лицом компании Danone в британской рекламной кампании бренда йогуртов «Активиа».

## Личная жизнь
Маккатчен была помолвлена с диджеем Гаретом Куком, однако они расстались в 1996 году. В сентябре 2012 года она вышла замуж за певца Джека Макмануса (англ. Jack McManus, род. 4 августа 1984) на озере Комо. Они встречались с 2009 года. 4 февраля 2015 года Маккатчен родила сына, которого назвали Рафферти Джек Макманус (англ. Rafferty Jack McManus).
В 2013 году она была признана банкротом.

## Фильмография
| Год       |     | Русское название          | Оригинальное название    | Роль            |
| --------- | --- | ------------------------- | ------------------------ | --------------- |
| 1989      | с   | Синяя птица               | Bluebirds                | Мэнди           |
| 1991      | с   | Чисто английское убийство | The Bill                 | Аманда Джонс    |
| 1992      | с   | Чисто английское убийство | The Bill                 | газетчица       |
| 1995—1998 | с   | Жители Ист-Энда           | EastEnders               | Тиффани Митчелл |
| 2000      | с   | Стук                      | The Knock                | Дженни Фостер   |
| 2001      | ф   | Чмок, чмок, ба-бах        | Kiss Kiss (Bang Bang)    | Миа             |
| 2003      | ф   | Реальная любовь           | Love Actually            | Натали          |
| 2005      | с   | Призраки                  | Spooks                   | Тэш             |
| 2005      | тф  | Английский гарем          | The English Harem        | Трейси Прингл   |
| 2006      | кор |                           | Withdrawal               | Бонни           |
| 2007      | с   | Мисс Марпл Агаты Кристи   | Agatha Christie’s Marple | Джейн Купер     |
| 2008      | ф   | Прыжок                    | Jump!                    | Люба Халсман    |
| 2008      | с   | Пляж воспоминаний         | Echo Beach               | Сьюзан Пенводен |
| 2013      | тф  | Домашний офис             | The Home Office          | Джейн           |
| 2013      | с   | Убийства в Мидсомере      | Midsomer Murders         | Дебби Моффетт   |
| 2017      | кор | День красного носа        | Red Nose Day Actually    | Натали          |

## Дискография

### Студийные альбомы
| Название    | Комментарий                                                                           | Наивысшая строчка чарта | Продажи                                            | Сертификация   |
| Название    | Комментарий                                                                           | Великобритания          | Продажи                                            | Сертификация   |
| ----------- | ------------------------------------------------------------------------------------- | ----------------------- | -------------------------------------------------- | -------------- |
| You Me & Us | - Релиз: 6 сентября 1999 - Лейбл: Innocent, Virgin - Форматы: CD, цифровое скачивание | 2                       | - Великобритания: 600,000 - По всему миру: 800,000 | - BPI: Платина |
| Wishing     | - Релиз: 13 ноября 2000 - Лейбл: Innocent, Virgin - Форматы: CD, цифровое скачивание  | 25                      | - Великобритания: 250,000 - По всему миру: 300,000 | - BPI: Золото  |
| Musicality  | - Релиз: 2 декабря 2002 - Лейбл: Liberty - Форматы: CD, цифровое скачивание           | 55                      | - Великобритания: 60,000 - По всему миру: 60,000   | - BPI: Серебро |

### Сборники
| Название       | Комментарий                                                                             |
| -------------- | --------------------------------------------------------------------------------------- |
| The Collection | - Релиз: 18 сентября 2012 - Лейбл: Music Club Deluxe - Форматы: CD, цифровое скачивание |

### Синглы
| Название                                                                         | Год  | Наивысшая строчка чарта | Наивысшая строчка чарта | Наивысшая строчка чарта | Сертификация   | Альбом      |
| Название                                                                         | Год  | Великобритания          | GER                     | Ирландия                | Сертификация   | Альбом      |
| -------------------------------------------------------------------------------- | ---- | ----------------------- | ----------------------- | ----------------------- | -------------- | ----------- |
| «Perfect Moment»                                                                 | 1999 | 1                       | 100                     | 3                       | - BPI: Платина | You Me & Us |
| «I’ve Got You»                                                                   | 1999 | 6                       | —                       | 17                      |                | You Me & Us |
| «Talking in Your Sleep»/«Love Me»                                                | 1999 | 6                       | —                       | 26                      | - BPI: Серебро | You Me & Us |
| «I’m Over You»                                                                   | 2000 | 2                       | —                       | 23                      |                | Wishing     |
| «On the Radio»                                                                   | 2001 | 7                       | —                       | 18                      |                | Wishing     |
| «—» означает, что сингл не попал в чарт или не был выпущен на данной территории. |      |                         |                         |                         |                |             |

### Другое
| Название                        | Год  | Альбом                                    |
| ------------------------------- | ---- | ----------------------------------------- |
| «Mamma Mia»                     | 1999 | ABBAmania                                 |
| «Wouldn’t It Be Loverly»        | 2001 | My Fair Lady (2001 London Cast Recording) |
| «I Could Have Danced All Night» | 2001 | My Fair Lady (2001 London Cast Recording) |
| «I Dreamed a Dream»             | 2002 | 101 Songs From The Musicals               |

## Награды и номинации
| Год  | Награда                    | Категория                                             | Работа              | Результат |
| ---- | -------------------------- | ----------------------------------------------------- | ------------------- | --------- |
| 1997 | National Television Awards | Самая популярная актриса                              | Жители Ист-Энда     | Победа    |
| 1999 | The British Soap Awards    | Лучшая сюжетная линия (разделила с Мэттью Робинсоном) | Жители Ист-Энда     | Победа    |
| 1999 | The British Soap Awards    | Лучший уход из шоу                                    | Жители Ист-Энда     | Номинация |
| 2002 | Премия Лоренса Оливье      | Лучшая женская роль в мюзикле                         | Моя прекрасная леди | Победа    |
| 2004 | Империя                    | Лучший дебют                                          | Реальная любовь     | Победа    |
| 2004 | MTV Movie Awards           | Европейский прорыв года                               | Реальная любовь     | Победа    |